# قيلة منوية
القِيْلَةٌ المَنَوِيَّة أو القيلة النطفية (بالإنجليزية: spermatocele)، هي كيسة احتباسية في قنوات الشبكة الخصوية، أو رأس البربخ، منتفخ بسائل مائي ويحتوي على بعض الحيوانات المنوية. القيلة المنوية شائعة نسبياً، وتحدث في ما يقدر بنحو 30 في المئة من جميع الرجال. وهي تختلف في الحجم من عدة ملليمترات إلى عدة سنتيمترات. . القيلة المنوية ليست مؤلمة بشكل عام. ومع ذلك، قد يتعرض بعض الرجال لعدم الراحة في حال القيلة المنوية الكبيرة نوعاً ما. القيلة المنوية ليست سرطانية، ولا تسبب زيادة خطر الإصابة بسرطان الخصية. وعلى عكس دوالي الخصية، فإنها لا تقلل الخصوبة.

## الأسباب
يمكن أن تنشأ القيلة المنوية مثل رتج من الأنابيب الموجودة في رأس البربخ. تكوّن الحيوانات المنوية يؤدي تدريجياً إلى زيادة الرتج في الحجم، مما تسبب في القيلة المنوية. وقد تنشأ بسبب الإتصال بين البربخ والغلالة الغمدية.
ويُعتقد أيضًا أنها ناتجة عن التهاب البربخ أو بعض الصدمات أو استئصال الأسهر. تندب أي جزء من البربخ يمكن أن يؤدي إلى انسداده، وبالتالي تشكّل القيلة المنوية.

## التشخيص
يمكن اكتشاف القيلة المنوية ككتلة كيسية عرضية موجودة عند الفحص السريري من قبل الطبيب. ويمكن اكتشافها أيضًا عن طريق الفحص الذاتي للصفن والخصيتين. إن العثور على كتلة كيسية غير مؤلمة عند رأس البربخ، والتي تضوء ويمكن تمييزها بوضوح عن الخصية ، تكون كافية عمومًا للتشخيص. في حالة عدم التأكد، يمكن أن تؤكد الموجات فوق الصوتية للصفن ما إذا كانت منوية.

## العلاج
يُفضل ترك القيلة الصغيرة كما هي دون تدخل، وأيضاً القيلة الأكبر تُترَك في حال غياب الأعراض. فقط عندما تسبب القيلة إزعاجًا وزيادة في الحجم، أو إذا أراد المريض إزالة الخلايا المنوية، فيجب النظر في استئصال القيلة المنوية. وقد يستمر الألم حتى بعد الإزالة.
يمكن إجراء استئصال القيلة المنوية في العيادات الخارجية، باستخدام التخدير الموضعي. لن يؤدي استئصال القيلة المنوية إلى تحسين الخصوبة.